# Ондон-де-лос-Фрайлес
Ондон-де-лос-Фрайлес, Фондо-делс-Фрарес (ісп. Hondón de los Frailes (офіційна назва), валенс. Fondó dels Frares) — муніципалітет в Іспанії, у складі автономної спільноти Валенсія, у провінції Аліканте. Населення — 1261 особа (2022).

## Географія
Муніципалітет розташований на відстані близько 340 км на південний схід від Мадрида, 39 км на захід від Аліканте.

## Демографія
Динаміка населення (INE ):

## Галерея зображень

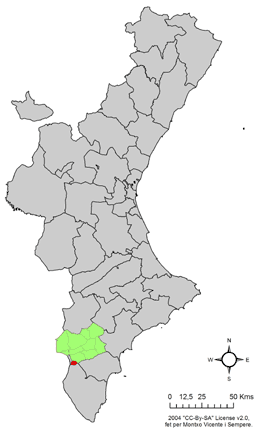
Розташування муніципалітету Ондон-де-лос-Фрайлес у автономній спільноті Валенсія
Розташування муніципалітету Ондон-де-лос-Фрайлес у комарці Медіо-Віналопо